# Protonemura hakkodana
Protonemura hakkodana är en bäcksländeart som beskrevs av Tatemi Shimizu 1998. Protonemura hakkodana ingår i släktet Protonemura och familjen kryssbäcksländor. Inga underarter finns listade i Catalogue of Life.